# NTV (Nga)
NTV (tiếng Nga: НТВ) là một đài truyền hình của Nga, phủ sóng trên toàn bộ lãnh thổ Liên bang Nga.